# Heisei

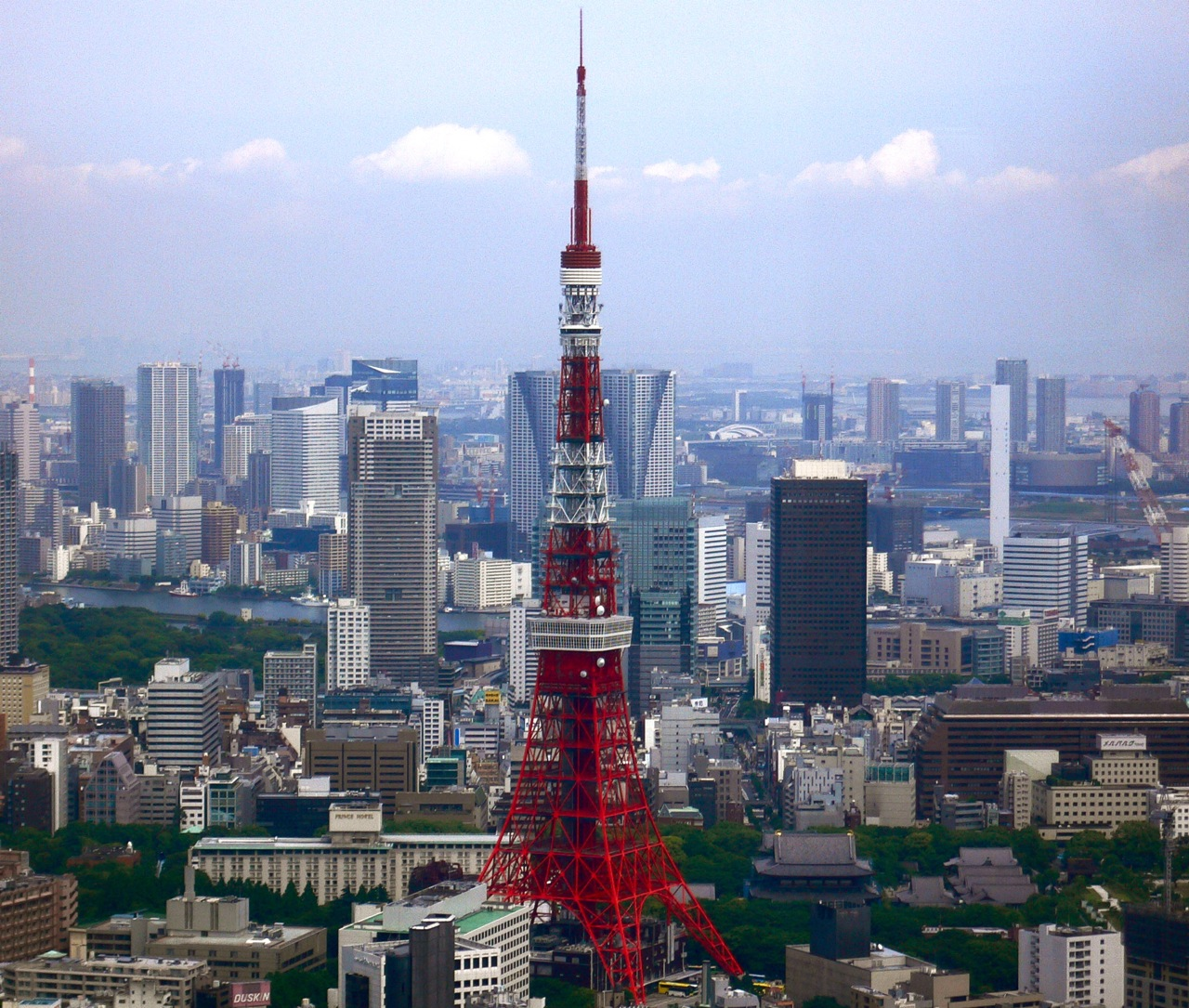
Tokyo i heisei-perioden.

Heisei (japanska: 平成?, heisei), 8 januari 1989–30 april 2019, är perioden i den japanska tideräkningen mellan kejsare Akihitos trontillträde 1989 (heisei 1, utläst heisei gannen) och hans abdikation den 30 april 2019.
Sedan meijiperioden används regeringsperiodens namn som postumt namn för respektive kejsare. Kejsare Akihito kommer alltså inte att kallas "Heiseikejsaren" så länge han lever.
Namnet på perioden är hämtat från två kinesiska klassiker: Shiji och Shujing. I Shiji förekommer tecknen i citatet 内平外成 (inre frid och yttre blomstring), och i Shujing i citatet 地平天成" (fredligt land och klar himmel).

## Namnet i kulturen
Heisei figurerar bland annat i titeln på en populär japansk film från 1990-talet – Pompoko (1994 års största japanska biosuccé). Dess japanska titel (japanska: 平成狸合戦ぽんぽこ, Heisei tanuki gassen ponpoko?) betyder "Heisei-periodens mårdhundskrig pompoko". Titeln refererar till att mårdhundarnas kamp för sitt livsrum är en modern kamp. Den japanska periodindelningen efter kejsare görs också i någon mån narr av i filmen, där berättaren i inledningen deklamerar "I Pompokos 31:a år…"